# 阿卜杜拉耶·伊德里萨·马伊加
阿卜杜拉耶·伊德里萨·马伊加（法語：Abdoulaye Idrissa Maïga，1958年3月11日—），马里政治人物，前总理。

## 生平
1958年3月11日生于马里北部加奥。
2014年4月，出任马里环境、水资源和卫生部长。在2013年马里总统选举时，他是易卜拉欣·布巴卡爾·凱塔的竞选助理，最后凱塔成功当选总统。2016年9月3日出任马里国防和退伍军人事务部长。
2017年4月8日，凯塔总统任命他为政府总理，接替7日辞职的莫迪博·凱塔。同年12月29日，他突然宣布辞职。有分析指出，这种做法或是为2019年总统选举做准备。